# Земан, Мирослав
Мирослав Земан (чеш. Miroslav Zeman; 14 сентября 1946, Ходов, Прага, Чехословакия) — чехословацкий борец греко-римского стиля, бронзовый призёр Олимпийских игр, призёр розыгрыша Кубка мира, шестикратный чемпион Чехословакии  .

## Биография
Начал заниматься борьбой в клубе Slavoje Vyšehrad в 1960 году. В 1965 году был призван в армию, и стал выступать за клуб Rudé hvězdě, и в его составе в 1966 году в первый раз завоевал звание чемпиона Чехословакии
В 1967 году был шестым на чемпионате мира в Бухаресте.
На Летних Олимпийских играх 1968 года в Мехико боролся в наилегчайшем весе (до 52 килограммов). В сравнении с предыдущими играми, регламент турнира остался прежним, с начислением штрафных баллов, но сменилось количество баллов, начисляемых за тот или иной результат встречи. Теперь за чистую победу штрафные баллы не начислялись, за победу с явным преимуществом начислялось 0,5 штрафных балла, за победу по очкам 1 балл, за ничью 2,5 балла, за поражение с явным преимуществом соперника 3,5 балла и за чистое поражение 4 балла. Как и прежде, борец, набравший 6 штрафных баллов, из турнира выбывал. Титул оспаривали 24 борца.
Мирослав Земан с ещё тремя борцами добрался до шестого и последнего, как оказалось, круга. Свою финальную встречу он проиграл; его соперник Петр Киров стал чемпионом; Владимир Бакулин выиграв у Имре Алкера занял второе место, оставив Алкера, имеющего на пол-балла больше, за чертой призёров, а Мирослав Земан остался с бронзовой медалью.
| Выступление на Олимпийских играх 1968 года | Выступление на Олимпийских играх 1968 года | Выступление на Олимпийских играх 1968 года   | Выступление на Олимпийских играх 1968 года | Выступление на Олимпийских играх 1968 года | Выступление на Олимпийских играх 1968 года | Выступление на Олимпийских играх 1968 года |
| Круг                                       | Соперник                                   | Страна                                       | Результат                                  | Баллы                                      | Всего баллов                               | Время схватки                              |
| ------------------------------------------ | ------------------------------------------ | -------------------------------------------- | ------------------------------------------ | ------------------------------------------ | ------------------------------------------ | ------------------------------------------ |
| 1                                          | Леонель Дуартэ                             | Португалия                                   | Победа Туше                                | 0                                          | 0                                          | 5:20                                       |
| 2                                          | Мохамед Салем Монгед                       | Египет                                       | Победа По очкам                            | -1                                         | -1                                         |                                            |
| 3                                          | Алекс Бёргер                               | Дания                                        | Победа Туше                                | 0                                          | -1                                         | 1:55                                       |
| 4                                          | Син Сон Сик                                | Республика Корея                             | Победа По очкам                            | -1                                         | -2                                         |                                            |
| 5                                          | Рольф Лакур                                | Федеративная Республика Германии (1949—1990) | Поражение По очкам                         | -3                                         | -5                                         |                                            |
| 6                                          | Петр Киров                                 | Болгария                                     | Поражение По очкам                         |                                            |                                            |                                            |

На Летних Олимпийских играх 1972 года в Мюнхене боролся в наилегчайшем весе (до 52 килограммов). Регламент турнира остался прежним. Титул оспаривали 21 борец.
Мирослав Земан на этот раз остался в одном круге от финала, вновь проиграв Петру Кирову, который стал двукратным олимпийским чемпионом
| Выступление на Олимпийских играх 1972 года | Выступление на Олимпийских играх 1972 года | Выступление на Олимпийских играх 1972 года | Выступление на Олимпийских играх 1972 года | Выступление на Олимпийских играх 1972 года | Выступление на Олимпийских играх 1972 года | Выступление на Олимпийских играх 1972 года |
| Круг                                       | Соперник                                   | Страна                                     | Результат                                  | Баллы                                      | Всего баллов                               | Время схватки                              |
| ------------------------------------------ | ------------------------------------------ | ------------------------------------------ | ------------------------------------------ | ------------------------------------------ | ------------------------------------------ | ------------------------------------------ |
| 1                                          | Мохамед Кармус                             | Марокко                                    | Победа По очкам                            | -1                                         | -1                                         |                                            |
| 2                                          | Манди Хоруиар                              | Иран                                       | Победа По очкам                            | -1                                         | -2                                         |                                            |
| 3                                          | Жамсрангийн Мёнх-Очир                      | Монголия                                   | Победа Туше                                | 0                                          | -2                                         | 1:50                                       |
| 4                                          | Ян Михалик                                 | Польша                                     | Поражение По очкам                         | -3                                         | -5                                         |                                            |
| Финал                                      | Петр Киров                                 | Болгария                                   | Поражение По очкам                         |                                            |                                            |                                            |

В 1973 году остался пятым на чемпионате Европы и закончил активную спортивную карьеру, в том числе ввиду старой травмы плеча.
В начале восьмидесятых ненадолго вернулся к выступлениям, в 1982 году участвовал в розыгрыше Кубка мира, уже в лёгком весе (до 68 килограммов), где занял второе место и в среднем, где остался восьмым.